# Starry☆Sky
『Starry☆Sky』는 HONEY BEE가 기획한 드라마CD, 게임 등 여성 취향의 미디어 믹스 작품 시리즈이다.

## 소개
Starry☆Sky는 성월학원을 무대로 유일한 여학생이 주인공이 되어, 12별자리의 특징을 가진 남자 캐릭터들과의 연애를 그린 작품이다. 원화 캐릭터 디자인은 카즈아키가 담당하고 있다.

## 등장인물

### 메인 캐릭터
야히사 츠키코
성우:없음(게임), 오리카사 후미코(애니)
주인공 성월학원의 유일한 여학생 천문과 2학년 학생회 서기 겸 보건위원 궁도부 소속
토모에 요우/Henri Samuel Jean Aimée
성우:미도리카와 히카루, 카이다 유키(어린시절)
천문과 2학년 프랑스인과 일본인의 혼혈 주인공과 어렸을 때 만난적이 있다. 신장은 175cm 체중은 70kg 혈액형은 O형 생일 1월 12일
아마하 츠바사
성우:스즈무라 켄이치
우주과 1학년 학생회 회계 신장 185cm 체중 80kg 혈액형은 AB형 생일 2월 3일
나나미 카나타
성우:스기타 토모카즈, 히라타 마나(어린시절)
천문과 2학년 주인공과 스즈야의 소꿉친구 신장은 175cm 체중 71kg 혈액형은 B형 생일 3월 18일
시라누이 카즈키
성우:나카무라 유이치, 와타나베 아케노(어린시절)
별문학과 3학년 학생회장 신장은 178cm 체중은 73kg 혈액형은 O형 생일 4월 19일
카나쿠보 호마레
성우:호시 소이치로
서양점성술과 3학년 궁도부 부장 신장은 185cm 체중은 81kg 혈액형은 O형 생일 5월 14일
미즈시마 이쿠
성우:유사 코지
교생실습생 35세 신장은 187cm 체중은 82kg 혈액형은 B형 생일 6월 9일
토즈키 스즈야
성우:오노 다이스케, 오오쿠보 아이코(어린시절)
천문과 2학년 주인공과 카나타의 소꿉친구 신장은 179cm 체중은 74kg 혈액형은 A형 생일 7월 1일
하루키 나오시
성우:키시오 다이스케
천문과 2학년의 담임 36세 신장은 164cm 체중은 59kg 혈액형은 O형 생일 8월 11일
아오조라 하야토
성우:히라카와 다이스케
신화과 2학년 학생회 부회장 신장은 182cm 체중은 77kg 혈액형은 A형 생일 9월 15일.
호시즈키 코타로
성우:이시다 아키라
보건의 36세 신장은 177cm 체중은 72kg 혈액형은 AB형 생일 10월 13일
미야지 류노스케
성우:카미야 히로시
별자리과 2학년 궁도부 부부장 신장은 178cm 체중은 74kg 혈액형은 A형 생일 11월 3일
키노세 아즈사
성우:후쿠야마 쥰
우주과 1학년 궁도부 신장은 166cm 체중은 51kg 혈액형은 AB형 생일 12월 20일
카구라자카 시키
성우:미야노 마모루
별문학과 2학년 신장은 180cm 체중은 75kg 혈액형은 O형 생일 12월 5일

### 서브 캐릭터
이누카이 타카후미
성우:요시노 히로유키
신화과 2학년 궁도부 천칭자리
시라토리 야히코
성우:콘도 타카시
별자리과 2학년 궁도부 물병자리
코구마 신야
성우:호리에 카즈마→요나가 츠바사
천문과 1학년 궁도부 염소자리
쿠가 마사토
성우:오다 히사시사
(주인공이 3학년일때)신화과 1학년 궁도부 처녀자리
히타치 와타루
성우:칸바라 다이치
(주인공이 3학년일때)서양점성술과 1학년 궁도부 황소자리
나루미 쿄스케
성우:코우사카 아츠시
(주인공이 3학년일때)천문과 1학년 궁도부 사자자리
카나쿠보 소우안
성우:이다 쿠니오
호마레의 아버지 다도가 게자리
카나쿠보 아야코
성우:마루야마 유키노
호마레의 어머니 천칭자리
카나쿠보 아마네
성우:마츠오카 유키
호마레의 쌍둥이 누나 황소자리
카나쿠보 카나데
성우:미나미 오미
호마레의 여동생 시라베와 쌍둥이 물고기자리
카나쿠보 시라베
성우:코자쿠라 에츠코
호마레의 여동생 카나데와 쌍둥이 물고기자리
미야지 요스케
성우:타니야마 키쇼
미야지의 형 쌍둥이자리
미야지 타이가
성우:카나다 아키
미야지의 남동생 사자자리
호시즈키 코하루
성우:오리카사 아이
성월학원의 이사장 45세 신장은 170cm 체중은 55kg 혈액형은 O형 생일은 4월 2일 염소자리
하루키 나오타로
성우:타치바나 신노스케
나오시의 남동생 물고기자리
미즈시마 유이
성우:없음
이쿠의 쌍둥이 누나 생일은 6월 9일 쌍둥이자리
아와타 켄스케
성우:테라시마 타쿠마
천문과 2학년 게자리
나시모토 타쿠야
성우:스기야마 노리아키
천문과 2학년 물병자리
카키노 마코토
성우:나루세 마코토
천문과 2학년 천칭자리
코우지 슈고
성우:오노 유우키
천문과 2학년 처녀자리
타치바나 모리오
성우:타카노 야스히로
천문과 2학년 사자자리
세나 아몬
성우:타카하시 히로키
미즈시마의 친구 양자리
카게야마 히로키
성우:야스무라 마코토
나오시의 친구 궁수자리
시로가네 오시로
성우:스와베 준이치
서양점성술과 3학년 신문부 신장은 182cm 체중은 78kg 혈액형은 O형 생일은 10월 24일 전갈자리
아마하 에이스케
성우:오카 테츠야
아마하·키노세의 할아버지
이즈미 타카츠구
성우:히노 사토시
신화과 1학년 처녀자리
오시나리 하루
성우:코니시 카츠유키
교육실습생 25세 황소자리
라울 마티아스 장 에이메
성우:오키아유 료타로
토모에의 아버지 프랑스인 40세 천문학자
토모에 이마리
성우:후지모토 노리코
토모에의 어머니 38세 천문학자
나나미 하루카
성우:오키츠 카즈유키
나나미의 아버지
나나미 마유미
성우:카토 마사미
나나미의 어머니 37세 간호사
토즈키 사유리
성우:오카모토 나미
토즈키의 어머니 40세 주부
야라이 유즈루
성우:마에노 토모아키
사립 리쿠미학원 궁도부 주장 이즈루의 형 천칭자리
야라이 이즈루
성우:나미카와 다이스케
사립 리쿠미학원 궁도부 유즈루의 동생 쌍둥이자리
아카츠키 아이
성우:야마구치 캇페이
사립 리쿠미학원 궁도부 부부장 게자리
하루나 마코토
성우:사이가 미츠키
사립 리쿠미학원 여자 궁도부 주장 주인공과는 대학친구 궁수자리

## 구성

### 플라네타리움 CD
게임이 포함된 드라마 CD. 12명의 캐릭터가 계절별로 3명씩 나누어 담겨있다. CD에서는 캐릭터와의 천체관측, 게임에서는 캐릭터와의 학원 생활을 즐길수 있다. 통상판과 초회한정판이 같은 날 발매되었다.
- Starry☆Sky 〜in Spring〜（2009년 3월 27일）
  - 토모에 요우（미도리카와 히카루）・나나미 카나타（스기타 토모카즈）・토우즈키 스즈야（오노 다이스케）
- Starry☆Sky 〜in Summer〜（2009년 6월 26일）
  - 카나쿠보 호마레（호시 소이치로）・미야지 류노스케（카미야 히로시）・키노세 아즈사（후쿠야마 쥰）
- Starry☆Sky 〜in Autumn〜（2009년 9월 25일）
  - 미즈시마 이쿠（유사 코지）・하루키 나오시（키시오 다이스케）・호시즈키 코타로우（이시다 아키라）
- Starry☆Sky 〜in Winter〜（2009년 12월 25일）
  - 아마하 츠바사（스즈무라 켄이치）・시라누이 카즈키（나카무라 유이치）・아오조라 하야토（히라카와 다이스케）

### PSP
- Starry☆Sky 〜in Spring〜포터블（2010년 6월 24일 발매）
  - 토모에 요우（미도리카와 히카루）・나나미 카나타（스기타 토모카즈）・토우즈키 스즈야（오노 다이스케）
- Starry☆Sky 〜in Summer〜포터블（2010년 9월 30일 발매）
  - 카나쿠보 호마레（호시 소이치로）・미야지 류노스케（카미야 히로시）・키노세 아즈사（후쿠야마 쥰）
- Starry☆Sky 〜in Autumn〜포터블（2010년 12월 22일 발매）
  - 미즈시마 이쿠（유사 코지）・하루키 나오시（키시오 다이스케）・호시즈키 코타로우（이시다 아키라）
- Starry☆Sky 〜in Winter〜포터블（2011년 4월 28일 예정）
  - 아마하 츠바사（스즈무라 켄이치）・시라누이 카즈키（나카무라 유이치）・아오조라 하야토（히라카와 다이스케）

### 팬디스크
- Starry☆Sky 〜After Spring〜（2010년 12월 10일）
  - 토모에 요우（미도리카와 히카루）・나나미 카나타（스기타 토모카즈）・토우즈키 스즈야（오노 다이스케）
- Starry☆Sky 〜After Summer〜（2011년 4월 1일 예정）
  - 카나쿠보 호마레（호시 소이치로）・미야지 류노스케（카미야 히로시）・키노세 아즈사（후쿠야마 쥰）
- Starry☆Sky 〜After Autumn〜（2011년 5월 27일 예정→변경전:2011년 2월 25일）
  - 미즈시마 이쿠（유사 코지）・하루키 나오시（키시오 다이스케）・호시즈키 코타로우（이시다 아키라）
- Starry☆Sky 〜After Winter〜（2011년 8월 26일 예정→변경전:2011년 5월 27일→최종변경:2012년 4월 27일 예정）
  - 아마하 츠바사（스즈무라 켄이치）・시라누이 카즈키（나카무라 유이치）・아오조라 하야토（히라카와 다이스케) ・카구라자카 시키 (미야노 마모루)

### 성좌그이 시리즈
애인이 된 캐릭터가 데이트 등의 상황으로 말을 걸어오는 CD.
1. Starry☆Sky 〜Capricorn〜（2009년 1월 30일） - 토모에 요우
2. Starry☆Sky 〜Aquarius〜（2009년 2월 27일） - 아마하 츠바사
3. Starry☆Sky 〜Pisces〜（2009년 3월 27일） - 나나미 카나타
4. Starry☆Sky 〜Aries〜（2009년 4월 24일） - 시라누이 카즈키
5. Starry☆Sky 〜Taurus〜（2009년 5월 29일） - 카나쿠보 호마레
6. Starry☆Sky 〜Gemini〜（2009년 6월 26일） - 미즈시마 이쿠
7. Starry☆Sky 〜Cancer〜（2009년 7월 31일） - 토우즈키 스즈야
8. Starry☆Sky 〜Leo〜（2009년 8월 28일） - 하루키 나오시
9. Starry☆Sky 〜Virgo〜（2009년 9월 25일） - 아오조라 하야토
10. Starry☆Sky 〜Libra〜（2009년 10월 30일） - 호시즈키 코타로우
11. Starry☆Sky 〜Scorpio〜（2009년 11월 27일） - 미야지 류노스케
12. Starry☆Sky 〜Sagittarius〜（2009년 12월 25일） - 키노세 아즈사
13. Starry☆Sky 〜Ophiuchus〜（응모자 전원 서비스） - 카구라자카 시키

### 성좌남편 시리즈
결혼 상대가 된 캐릭터가 행사와 관련된 테마로 말을 걸어오는 CD. CD 한 장에 두 캐릭터가 수록되어 2개월마다 발매된다. 초회 생산 한정판에는 2명과 함께 잠드는 스페셜 트랙이 있다.
1. Starry☆Sky 〜Capricorn & Aquarius〜（2010년 2월 26일） - 토모에 요우・아마하 츠바사
2. Starry☆Sky 〜Pisces & Aries〜（2010년 4월 30일） - 나나미 카나타・시라누이 카즈키
3. Starry☆Sky 〜Taurus & Gemini〜（2010년 6월 25일） - 카나쿠보 호마레・미즈시마 이쿠
4. Starry☆Sky 〜Cancer & Leo〜（2010년 8월 27일） - 토우즈키 스즈야・하루키 나오시
5. Starry☆Sky 〜Virgo & Libra〜（2010년 10월 29일 예정） - 아오조라 하야토・호시즈키 코타로
6. Starry☆Sky 〜Scorpio & Sagittarius〜（2010년 12월 24일 예정） - 미야지 류노스케・키노세 아즈사
7. Starry☆Sky 〜Ophiuchus〜（응모자 전원 서비스） - 카구라자카 시키

### 애니메이션
2010년 12월 23일부터 애니메이트TV, 모바일 애니메이트에서 방송중. 분량은 13분 정도이다.（매주 목요일 16:00 갱신）
- 공식 홈페이지 : 스타스카 닷컴
- 감독：타카모토 노부히로
- 시리즈 구성：나카무라 마코토
- 캐릭터 디자인：후지이 마키
- 음향감독：고우다 호즈미
- 음악：키쿠야 미키
- 애니메이션 제작：스튜디오 딘

ED: Starry☆days
노래: 미도리카와 히카루, 후쿠야마 쥰, 스즈무라 켄이치（2쿨부터）
발매일: 2011년 4월 27일 예정
1. 第1話 ～Episode Capricorn I～（2010년 12월 23일)
2. 第2話 ～Episode Capricorn II～（2010년 12월 30일）
3. 第3話 ～Episode Aquarius I～（2011년 1월 6일）
4. 第4話 ～Episode Aquarius II～（2011년 1월 13일）
5. 第5話 ～Episode Pisces I～（2011년 1월 20일）
6. 第6話 ～Episode Pisces II～（2011년 1월 27일）
7. 第7話 ～Episode Aries I～（2011년 2월 3일）
8. 第8話 ～Episode Aries II～（2011년 2월 10일）
9. 第9話 ～Episode Taurus I～（2011년 2월 17일）
10. 第10話 ～Episode Taurus II～（2011년 2월 24일）
11. 第11話 ～Episode Gemini I～（2011년 3월 3일）
12. 第12話 ～Episode Gemini II～（2011년 3월 10일）
13. 第13話 ～Episode Cancer I～（2011년 3월 17일）
14. 第14話 ～Episode Cancer II～（2011년 3월 24일）

### 스탭
- 감독 - 타카모토 노리히로
- 시리즈 구성 - 나카무라 마코토
- 캐릭터 디자인 - 후지이 마키
- 음향 감독 - 고우다 호즈미
- 음악 - 키쿠야 토모키
- 애니메이션 제작 - 스튜디오 딘